# The Order (pel·lícula de 2024)
|  | Per a altres significats, vegeu «The Order (2001)». |

The Order (L'Orde) és una pel·lícula canadenca de 2024 de suspens policial basada en fets reals, dirigida per Justin Kurzel i protagonitzada per Nicholas Hoult i Jude Law a partir d'un guió escrit per Zach Baylin, que recrea el llibre de no ficció de 1989 The Silent Brotherhood de Kevin Flynn i Gary Gerhardt.
La pel·lícula gira entorn de “L'Ordre”, un grup paramilitar supremacista nord-americà també conegut com “La Germandat Silenciosa” o “Moviment de Resistència Ària” que va estar actiu entre setembre de 1983 i desembre de 1984.
La pel·lícula es va estrenar el 31 d'agost de 2024 a la 81a edició del Festival Internacional de Cinema de Venècia.
The Order competeix pel Lleó d'Or de 2024 de Venècia i al Festival Internacional de Cinema de Toronto de 2024.

## Argument
El 1983, una sèrie crims audaços; robatoris a bancs, operacions de falsificació i robatoris de vehicles blindats cada cop més violents, van espantar les comunitats de tot el nord-oest del Pacífic, entre les muntanyes d'Idaho i l'estat de Washington.
Mentre els desconcertats policies buscaven respostes, Terry Husk (interpretat per l'actor britànic Jude Law), separat de la seva dona i filles, és un agent veterà rude i canós, que beu, fuma i pren pastilles que li provoquen hemorràgies nasals, arriba des de Nova York a la tranquil·la i pintoresca ciutat de Coeur d'Alene, Idaho, per fer-se càrrec d'una oficina de l'FBI que, segons el xèrif local, fa anys que no funciona. Després dels fets i amb la seva experiència passada treballant d'encobert amb la màfia de Nova York i el KKK, Husk arriba a creure que els crims no eren només una obra de delinqüents tradicionals.
Comença llavors una batalla per eliminar el líder i carismàtic Bob Mathews (a qui dóna vida l'actor britànic Nicholas Hoult), un noi de camp d'ulls blaus i rostre angelical amb un somriure dolç i un cor de pedernal, compromès amb la preservació d'un estil de vida rural i tradicional, cansat d'escoltar el ministre predicar que algun dia els Estats Units seran la terra promesa exclusivament blanca, per la qual cosa ell mateix decideix prendre mesures. Planificarà una sèrie de robatoris a mà armada per finançar l'entrenament i l'equipament dels seus propis companys, i iniciarà una guerra entre els defensors de la civilització nord-americana contemporània i els qui s'obstinen a enderrocar-la per erigir un nou ordre mundial.
Al final del llargmetratge, es demostra que la novel·la The Turner Diaries (Els diaris de Turner) és el veritable dolent de la pel·lícula. La novel·la de 1978 que funciona com el model d'execució de Mathews.

## Estrena
La plataforma de streaming Amazon Prime Video la distribuirà en tots els territoris internacionals excepte als Estats Units. Prèviament, tindrà la seva estrena mundial a la 81a edició del Festival Internacional de Cinema de Venècia de 2024, on competirà pel Lleó d'Or, i al Festival Internacional de Cinema de Toronto de 2024.